# 에블린 더브로
에블린 더브로(영어: Evelyn Dubrow: 1911년 3월 6일 ~ 2006년 6월 20일)는 미국의 전설적인 노동계 로비스트다. 국제숙녀복노동자조합 소속이었다.
뉴저지주 퍼세이익 출신. 뉴욕 대학교에서 언론학을 공부했다.
1999년 빌 클린턴 대통령에게 대통령 자유 훈장을 수훈받았다.